# Reina Cordelia
La Reina Cordelia era una reina legendaria de los britanos, según relata Godofredo de Monmouth. Era la hija más joven de Leir y la segunda reina gobernanta de la Bretaña prerromana. No hay evidencia histórica independiente de su existencia.

## Leyenda

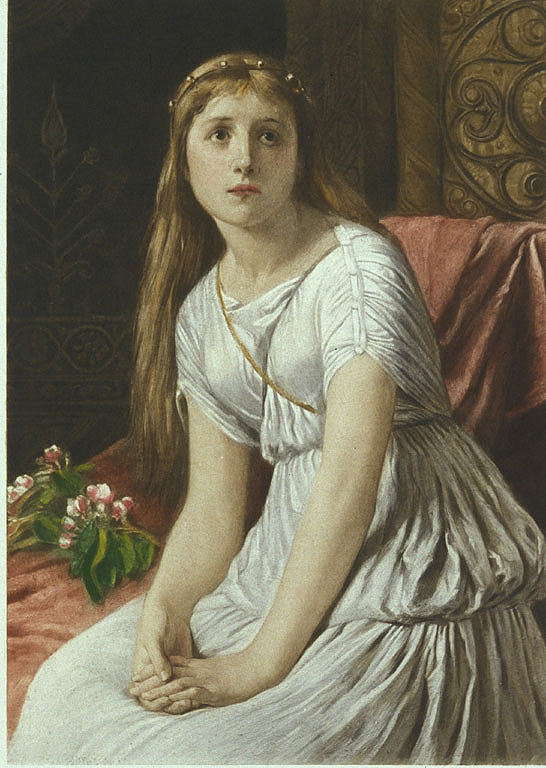
Cordelia, por William Frederick Yeames.

Cordelia era la hija favorita de Leir, siendo la hermana más joven de Goneril y Regan. Cuando Leir decidió dividir su reino entre sus hijas y sus maridos, Cordelia rehusó halagarle. En respuesta, Leir le negó tierras en Gran Bretaña o la bendición de un marido. Sin embargo, Aganippus, el rey de los francos, la cortejó y Leir le concedió el matrimonio pero le negó cualquier dote. Se mudó a Gaul y vivió allí por muchos años.
Leir fue finalmente exiliado de Bretaña y huyó hacia Cordelia en Gaul, buscando una restauración de su trono, del cual se habían apoderado los maridos de sus otras hijas. Cordelia levantó un ejército e invadió Bretaña, derrotando a los duques gobernantes y devolviendo el reino a Leir. Después de la muerte de Leir tres años más tarde, su marido Aganippus muere y Cordelia regresa a Bretaña y es coronada reina.
Cordelia gobernó pacíficamente por cinco años hasta que los hijos de sus hermanas, Cunedagius y Marganus, se hicieron mayores de edad. Los duques de Cornwall y Albany, respectivamente, despreciaban que una mujer gobernase un reino al que ellos consideraban que tenían derecho por nacimiento. Levantaron ejércitos y lucharon contra Cordelia, quien luchó personalmente en numerosas batallas. Fue capturada finalmente y encarcelada por sus sobrinos. En su dolor, se suicida. Cunedagius la sucedió en la monarquía de Bretaña en el suroeste de las tierras del Humber. Marganus goberó el nordeste de la región del Humber. La guerra civil entre ellos terminó con Marganus siendo vencido y asesinado.

## En la cultura

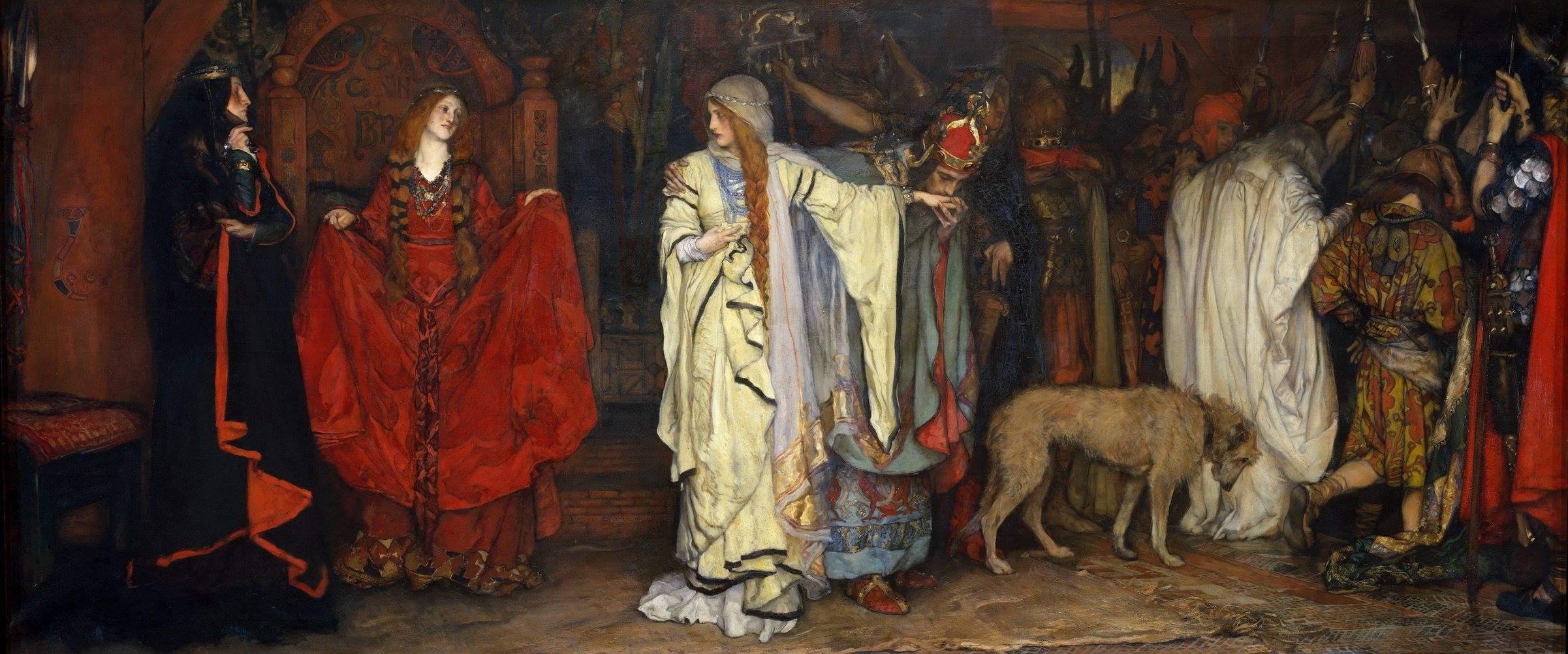
Edwin Austin Abbey (1852–1911), El rey Lear, La despedida de Cordelia.

La historia fue utilizada por Shakespeare en su obra El rey Lear. En la versión de Shakespeare, la invasión de Cordelia a Bretaña no tiene éxito; es capturada y asesinada, y su padre no consigue el trono. Antes de Shakespeare, la historia fue también utilizada en la obra de Edmund Spenser, La Reina Hada y en la obra anónima King Leir. La popularidad de Cordelia en este periodo es probablemente porque su función como reina heroica era comparable a la de la Reina Isabel I.